# Universidad de Ciudad del Cabo
La University of Cape Town (UCT) es una universidad pública localizada en Ciudad del Cabo en la provincia Occidental del Cabo de Sudáfrica. Fue fundada en 1829 como South African College, y es la universidad más antigua en Sudáfrica y la segunda existente más antigua de África. La lengua de instrucción es el idioma inglés.

## Historia

### Historia temprana
La Universidad de Ciudad del Cabo se fundó en una reunión en el Groote Kerk en 1829 como South African College, un instituto para jóvenes. El colegio contaba con un pequeño centro de enseñanza superior, creado en 1874, que creció sustancialmente a partir de 1880, cuando el descubrimiento de oro y diamantes en el norte -y la consiguiente demanda de conocimientos en minería- le dio el impulso financiero que necesitaba para crecer. Entre 1880 y 1900 se convirtió en una universidad de pleno derecho, gracias al aumento de la financiación privada y pública.
Durante estos años, la universidad construyó sus primeros laboratorios científicos y creó los departamentos de mineralogía y geología para satisfacer la necesidad de personal cualificado en las emergentes industrias mineras del diamante y el oro. El escudo de la UCT fue diseñado en 1859 por Charles Davidson Bell, Agrimensor General de la Colonia del Cabo en aquella época. Bell era un artista consumado que también diseñó medallas y el sello triangular del Cabo. Otro acontecimiento clave durante este periodo fue la admisión de mujeres. En 1886, el profesor de química Paul Daniel Hahn convenció al consejo para que admitiera a cuatro mujeres en su clase de química a modo de prueba. En 1887, con motivo del Jubileo de Diamante de la Reina Victoria, el colegio decidió admitir a mujeres de forma permanente, debido al excepcional nivel de trabajo de las alumnas.
Entre 1902 y 1918 se creó la Facultad de Medicina, se introdujeron cursos de ingeniería y se creó un Departamento de Educación. La UCT se constituyó formalmente como universidad en 1918, gracias al legado de Alfred Beit y a otras importantes donaciones de los magnates mineros Julius Wernher y Otto Beit. La nueva universidad también contó con el importante apoyo de simpatizantes de la zona de Ciudad del Cabo y, por primera vez, con una importante subvención estatal.
[File:UCT_Upper_Campus_landscape_view.jpg|thumb|Vista desde el este del campus superior en Groote Schuur, en las laderas del Pico del Diablo; la universidad se trasladó aquí en 1928]].
En 1928, la universidad pudo trasladar la mayor parte de sus instalaciones a Groote Schuur, en las laderas del Pico del Diablo, en los terrenos legados a la nación por Cecil John Rhodes como sede de una universidad nacional. La UCT celebró su centenario al año siguiente.

### Época delapartheid
Además de establecerse como una universidad puntera en investigación y docencia en las décadas siguientes, la UCT se ganó el apodo de "Moscú en la colina" durante el periodo comprendido entre 1960 y 1990 por su sostenida oposición al apartheid, especialmente en la enseñanza superior. 
La universidad admitió a su primer pequeño grupo de estudiantes negros en la década de 1920. El número de estudiantes negros se mantuvo relativamente bajo hasta las décadas de 1980 y 1990, cuando la institución, leyendo y acogiendo con satisfacción los signos de cambio en el país, se comprometió con un proceso deliberado y planificado de transformación interna. Entre los años 80 y principios de los 90, el número de estudiantes negros admitidos en la universidad aumentó un 35%. En 2004, casi la mitad de los 20.000 estudiantes de la UCT eran negros y algo menos de la mitad del alumnado eran mujeres. En la actualidad, la universidad presume de tener uno de los campus más diversos de Sudáfrica.

### Época posterior alapartheid
"Rhodes Must Fall"  fue un Movimiento social de protesta que comenzó el 9 de marzo de 2015, dirigido originalmente contra una estatua en la Universidad de Ciudad del Cabo (UCT) que conmemora a Cecil Rhodes. La campaña para la retirada de la estatua recibió atención mundial y dio lugar a un movimiento más amplio para "descolonizar" la educación en toda Sudáfrica. El 9 de abril de 2015, tras una votación del Consejo de la UCT celebrada la noche anterior, la estatua fue retirada.
"Fees Must Fall" fue un movimiento de protesta estudiantil que podría decirse que se inspiró indirectamente en el RhodesMustFall. Comenzó formalmente en la Universidad de Witwatersrand y se extendió a la UCT y a la Universidad de Rhodes y luego al resto de universidades sudafricanas.  En ella se pedía la supresión del aumento de las tasas académicas para el curso 2016. Surgieron diversas reivindicaciones, como la abolición de las tasas y la descolonización de la educación superior, que provocaron cambios sustanciales en las universidades públicas sudafricanas. En la UCT, el Senado inició un amplio proceso de reforma de los planes de estudio y la universidad comenzó el proceso de cambio de nombre de los edificios del campus (el ejemplo más notable fue cuando Jameson Hall pasó a llamarse Sarah Baartman Hall en 2019).
En septiembre de 2019 desapareció la estudiante de Cine y Medios de Comunicación Uyinene Mrwetyana. Después de que la comunidad y la policía comenzaran a buscarla, su cuerpo fue descubierto en la zona de Cape Flats, en Ciudad del Cabo, y Luyanda Botha fue detenido y condenado por su violación y asesinato. Su muerte y la violación y muerte de otras mujeres precipitaron una protesta pública generalizada que llevó al cierre del campus y protestas en el campus, en el recinto del Parlamento en el CBD de Ciudad del Cabo y en campus de toda Sudáfrica. Posteriormente, el presidente Ramaphosa anunció reformas como penas más duras para los delincuentes sexuales y la divulgación pública del Registro Nacional de Delincuentes Sexuales para frenar la violencia sexual y física contra mujeres y niños. Además, se estableció la Fundación Uyinene Mrwetyana y se creó un fondo especial en su nombre para conceder becas a las estudiantes de la Facultad de Humanidades.
En marzo de 2020, la UCT inauguró el Instituto de Neurociencia en el Hospital Groote Schuur en colaboración con el Gobierno Provincial de la Provincia Occidental del Cabo, el primer centro transversal e interdisciplinar dedicado al estudio y desarrollo de tratamientos para trastornos neurológicos y mentales en África.

## Áreas de investigación destacadas

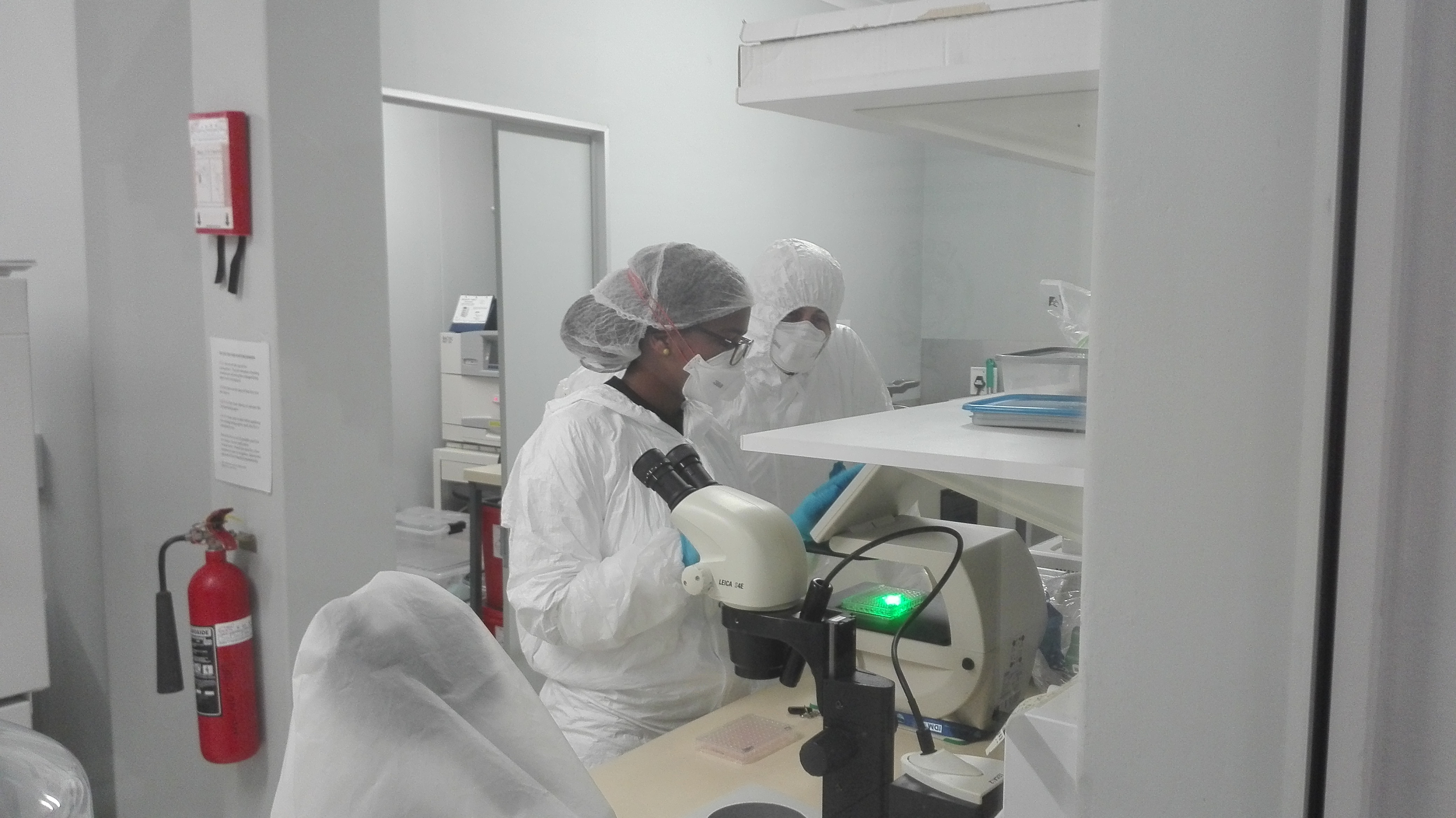
Investigadores de la Universidad de Ciudad del Cabo trabajando sobre tuberculosis en un laboratorio de nivel 3 de bioseguridad. El Instituto de Enfermedades Infecciosas destaca por sus trabajos sobre esta enfermedad.

- El Departamento de Matemáticas y Matemáticas Aplicadas es un centro internacional de investigación en los campos de la cosmología y la topología.
- El Centro de Estudios Retóricos, único en el continente africano (director: Philippe-Joseph Salazar).
- El Departamento de Física alberga el centro de investigación UCT-CERN, que es parcialmente responsable del diseño del software del componente High Level Trigger del experimento ALICE en el Gran Colisionador de Hadrones, así como de otras actividades relacionadas con ALICE.
- El Departamento de Ingeniería Eléctrica participa en el desarrollo de la tecnología del Karoo Array Telescope (KAT). El KAT es un precursor del Square Kilometer Array, un proyecto internacional propuesto para construir el mayor radiotelescopio del mundo en 2020. Los grupos de investigación en diseño de RF y diseño digital contribuyen al front-end de RF y al back-end digital del proyecto KAT.
- El Instituto de Enfermedades Infecciosas y Medicina Molecular (IIDMM)[93] investiga las vacunas candidatas contra la tuberculosis y desarrolla vacunas candidatas contra el VIH adaptadas a la epidemia sudafricana.
- La Iniciativa OpenUCT[19] está financiada por la Fundación Andrew W. Mellon y trabaja para que los materiales de investigación, enseñanza y aprendizaje de la UCT estén disponibles en línea. Entre los principales proyectos de investigación se encuentran el proyecto piloto de curación de la Iniciativa para el Desarrollo del Clima en África (ACDI), Digital Scholarship in Emerging Knowledge Domains y Open Data in the Governance of South African Higher Education and Scholarly Communication in Africa (SCAP).
- El Departamento de Arqueología ha encontrado algunas de las pruebas más antiguas de arte y pensamiento abstracto del mundo. En concreto, recipientes de agua de cáscara de huevo de avestruz grabados y datados hace 60.000 años.[20]
- El Centro Africano para las Ciudades es una de las pocas organizaciones de investigación centradas en el urbanismo en África.[21]
- El 21 de septiembre de 2020 se puso en marcha el nuevo Centro Khoi y San, con un programa de licenciatura previsto para los próximos años. El centro apoyará y consolidará este trabajo de colaboración en comisiones de investigación sobre la lengua (incluido el khoekhoegowab), los restos humanos sagrados, la tierra y el género.[22]

## Alumnos notables
Cinco de los graduados de la Universidad han sido laureados con el Nobel :
- Ralph Bunche, científico, político y diplomático estadounidense ganó el premio Nobel de la Paz en 1950 por su función en el armisticio árabe-israelí de 1949.
- Max Theiler, virólogo ganó el premio Nobel en Fisiología o Medicina en 1951 por su desarrollo de una vacuna contra fiebre amarilla.
- Allan McLeod Cormack (Medicina, 1979).
- Aaron Klug (Química, 1982).
- Ike Moriz, cantante, compositor, músico, actor y productor alemán-sudafricano (Musica Jazz, 1998)
- J. M. Coetzee (Literatura, 2003).
- Chelsy Davy, empresaria zimbabuense-británica fundadora de la marca de joyas, Aya.